# Жан-Батіст Хашем
Майор Жан-Батіст Хашем — бенінський військовий і політичний діяч. Найбільш активну участь в житті країни брав за часів, коли вона мала назву Дагомея. Увійшов до політики 1963 року, коли придушив заворушення з боку прибічників колишнього президента Юбера Маги. З цього часу він займав різноманітні державні пости, в тому числі й глави держави.
Пізніше, разом з Альфонсом Алле та Паскалем Као, Хашема було звинувачено у підготовці державного перевороту проти президента Матьє Кереку 28 лютого 1973 року та був засуджений до ув'язнення на 20 років. Був звільнений 1984 року.